# アンをめぐる人々

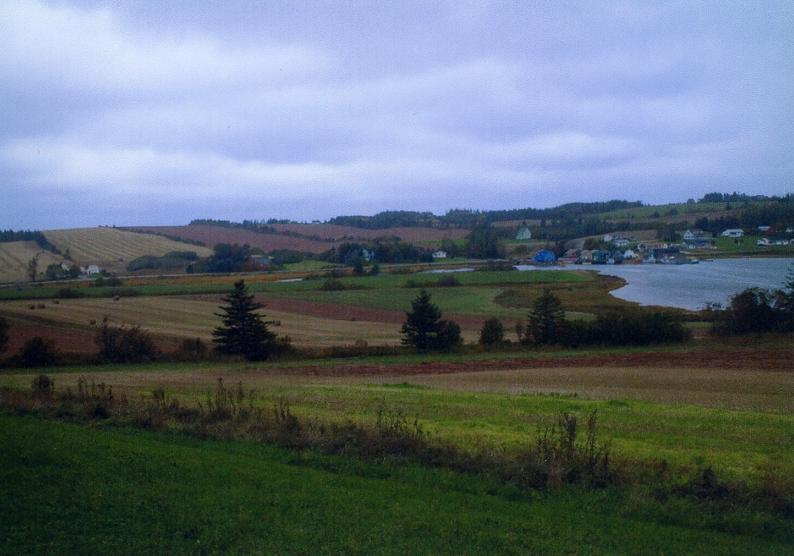
プリンスエドワード島の風景

『アンをめぐる人々』（アンをめぐるひとびと、原題：Further Chronicles of Avonlea、続・アヴォンリー年代記）は、カナダの作家L・M・モンゴメリによる、『アンの友達』の続編にあたる短編集。『アンの友達』を編纂する際に没にされた原稿を保管していたボストンの L.C. Page 社が、1916年でモンゴメリとの契約が終了していたにもかかわらず、差し止め仮処分命令を無視して1920年に強行出版した。モンゴメリはこれを自分の作品に含めることを拒否している。 

## 収録作品
各タイトルは村岡花子訳に準拠する。
シンシア叔母さんのペルシャ猫 (Aunt Cynthia's Persian Cat)
スーは資産家のシンシア叔母さんから預かった愛猫が行方不明になり、不興を買わないためにたびたび求婚してくるマックスに助けを求める。
偶然の一致 (The Materializing of Cecil)
恋人を持った事もない女性だと思われたくないシャーロットは、つい架空のロマンスを話してしまうが、創作した恋人と同名の男性が現れ、大慌てする。
父の娘 (Her Father's Daughter)
レイチェルは結婚式に別居中の父を招待すると主張して、母と対立する。
ジェーンの母性愛 (Jane's Baby)
反目し合っていた姉妹は、死んだ従兄弟のジェーンが残した赤ちゃんをどちらが養育するかを巡り、鋭く対立する。
夢の子供 (The Dream-Child)
デイビットの愛妻ジョセフィンは、赤ちゃんが死んだショックから立ち直れず、坊やの呼ぶ声が聞こえると言って海辺をさまよう日が続く。
失敗した男 (The Brother Who Failed)
モンロー家が集まった際、唯一うだつの上がらない長兄ロバートは見下げられ、身の置き場が無いと感じる。人生における真の成功とは何かを問う作品。
ヘスターの幽霊 (The Return of Hester)
ヘスターは臨終の床で妹のマーガレットに目下のヒュー・プレアと結婚し、家名を傷つないようにと約束させる。
茶色の手帳 (The Little Brown Book of Miss Emily)
私（アン）が語る物語。私とダイアナは年配のミス・エミリーと知り合いになるが、あまり好きにはなれない。隣家のマレーさんは彼女はとても美人だったと言うけれど。ある日エミリーは亡くなり、アンの家に遺贈されたトランクが運び込まれる。中には思いが綴られた茶色の手帳が入っていた。
セーラの行く道 (Sara's Way)
セーラはかつて求婚したライジ・バクスターの兄弟であるピーターが投資に失敗し、商会を破産させたため、ライジにも疑いの目が向けられていることに憤慨する。
ひとり息子 (The Son of his Mother)
サイラは溺愛する息子のチェスターを、ダマリスという恋人に渡すまいと無理に別れさせる。しかし息子は海難事故で死んだとの悲報を聞き、ダマリスとチェスターの思い出を話し合うようになる。
ベティの教育 (The Education of Betty)
ステファンは失恋し、好きに人生を送っていた。寡婦となったセーラに義理の気持ちで求婚するも、断られる。そこでセーラの手に余るお転婆娘ベティの後見人を買って出る。
没我の精神 (In Her Selfless Mood)
ユニスは臨終の床で、母と弟に尽くすように約束した。引き取られた先でこき使われるが、弟を良く助け、成人後は2人で元の家で暮らす。やがて同居を嫌がる義妹に譲歩し、ユニスは家を去るが、弟は天然痘に罹る。
ディビッド・ベルの悩み (The Conscience Case of David Bell)
ディビッドは長老なのに教会で告解をしないので、罪を告白して悔い改める意思が無い人間と見なされ、家族は肩身の狭い思いをする。
珍しくもない男 (Only a Common Fellow)
フィリパは結婚の日なのに悲しみに暮れている。マークは立派な人だし、結婚してくれるなら借金は棒引きすると申し出てくれるが、戦死したオーエンのことが忘れられない。
平原の美女タニス (Tannis of the Flats)
北西部に赴任してきた電信技士のジェロームは、インディアンとの混血の美少女タニスと親しくなるが、町に兄を訪ねてきたエリナと会った瞬間に恋をしてしまう。

## 出版の経緯と裁判
1911年にページ社の求めに応じてモンゴメリが送った初期の短編作品のうち、良作を手直しした上で出版されたのが『アンの友達』であるのに対し、その際には没になった作品を作者との契約関係が終了していたにもかかわらず出版し、裁判になったのが本作である。ページ社が無断で改竄した短編もある。
1916年までにモンゴメリはページ社と縁を切り、ストークス社から本を出すようになっていたが、ページ社とは「アンの名前は出さない」という条件で、初期の作品群の出版に合意していた。ページ社は1911年に受け取った原稿を「紛失した」と主張していたが、後にこれらの短編を「地下室で発見したので、契約に従い、それを出版する」と通告してきた。ページ社はモンゴメリが破棄した原稿のコピーを取っており、1920年にそれを使って『アンをめぐる人々』を発行した。
「ページ社からはアンの本は出さない」という、ストークス社の許諾を得て結ばれた契約があったが、ページ社は赤毛の少女を表紙に載せ、アンの名前を出さずにアンの本と錯誤させて販売した。
モンゴメリはページ社への訴訟を起こし、それは9年近くに渡った。
モンゴメリは短編のストーリーや文面を他の作品ですでに使っており、「わたしの名を付した本が出版されて、そこにわたしの他の本に書かれている節や描写が際限なく含まれているというのでは、わたしは笑いものにされてしまうでしょう。」と困惑している。また、長期に渡る裁判はモンゴメリの心労を加えることになる。
「原稿は1942年4月24日に渡され、その日にモンゴメリは死んだ」との逸話が、村岡花子訳の『アンをめぐる人々』及び『エミリーの求めるもの』のあとがきに書かれているが、村岡美枝訳の『アンの想い出の日々』との取り違えであり、実際は上記の通りである。

## 日本語訳一覧
- （1955年） 村岡花子訳 - 新潮社。 ISBN 978-4102113080
- （2000年） 掛川恭子訳 - 講談社。
  - 文庫版 ISBN 978-4-06-275306-7
  - 単行本 ISBN 978-4062704106